# Fram Larvik
Idrettsforeningen Fram ist ein norwegischer Sportverein aus der Stadt Larvik in Vestfold. Heute hat er Abteilungen für Fußball, Handball und Eisschnelllauf.

## Geschichte
Der Verein wurde am 15. Januar 1894 gegründet. Fram ist damit Norwegens ältester Fußballverein.
Fram bedeutet auf Norwegisch vorwärts. Der Name soll von Fridtjof Nansens Polarschiff mit gleichem Namen übernommen worden sein. Das Schiff wurde in Larvik gebaut und zwei Jahre vor der Gründung des Sportvereins vom Stapel gelassen. Bei der Schiffstaufe soll die Taufpatin Eva Nansen, Fridtjofs Ehefrau, verkündet haben: <<Vorwärts (Fram) ist dein Name! Vorwärts (Fram) soll es gehen. Und jetzt kann es losgehen!>>. Die Vereinsgründer haben diese Worte als Motto für ihren Verein übernommen.

## Eisschnelllauf
Den größten Erfolg des Vereins verbuchte Bjørg Eva Jensen, als sie 1980 die Goldmedaille über 3000 Meter Eisschnelllauf bei den Olympischen Spielen in Lake Placid gewann. Weitere erfolgreiche Eisschnellläufer sind Tom Erik Oxholm, der zwei Bronzemedaillen (5000 Meter und 10 000 Meter) in Lake Placid gewann und Bjørn Tveter der 1974 Europameister in der professionellen Eisschnelllaufliga (existierte nur von 1972 bis 1974) wurde.

## Fußball
1912 wurde Fram eigentlich Pokalmeister, was in Norwegen als die norwegische Meisterschaft gilt. Im Finale wurde Mercantile aus Oslo mit 2:1 besiegt, aber nachdem der Gegner erfolgreich mit der Behauptung geklagt hatte, Fram habe einen nicht spielberechtigten Spieler aufgestellt, wurde das Finale wiederholt. Im Wiederholungsspiel ging Fram mit 0:6 unter. Die Fußballmannschaft gewann in der Saison 1949/50 die norwegische Liga.
Fußballerisch besteht eine intensive Rivalität mit dem Verein Larvik Turn, der oft als Erzfeind bezeichnet wird. Als man 1999 mit der Gründung eines neuen Vereins, genannt „Larvik Fotball“, versuchte die Fußballkräfte der Stadt und ihrer Umgebung zu vereinen, schloss sich Larvik Turn dieser Initiative nicht an. Fram dagegen übertrug dem neuen Verein seine Lizenz, damals für die 4. divisjon (fünftes Niveau) und stieg in den nächsten zwei Jahren zweimal auf. 2005 ging Larvik Fotball aber pleite und Fram übernahm wieder die Lizenz. Fram ist zwar im ersten Jahr der Wiederauferstehung in die 3. divisjon abgestiegen, aber nach einer dreijährigen Konsolidierungsphase gelang der Wiederaufstieg in die 2. divisjon. Seitdem spielt der Verein stabil auf diesem Niveau.

## Erfolge der Fußballmannschaft
- 1912: 2. Platz im Pokalfinale
- 1950: Meister der norwegischen Liga

## Platzierungen der Fußballmannschaft in der Liga – ab 1949
| Saison  | Liga                               | Platz | sonstiges |
| ------- | ---------------------------------- | ----- | --------- |
| 1948/49 | 1. Division, Distrikt IV, Gruppe A | 1     |           |
| 1949/50 | Hovedserien, Gruppe A              | 1     | Meister   |
| 1950/51 | Hovedserien, Gruppe A              | 8     |           |
| 1951/52 | Landsdelsserien Østland/Søndre     | 3     |           |
| 1952/53 | Landsdelsserien Østland/Søndre     | 2     |           |
| 1953/54 | Landsdelsserien Østland/Søndre     | 1     |           |
| 1954/55 | Hovedserien, Gruppe A              | 7     |           |
| 1955/56 | Landsdelsserien Østland/Søndre     | 4     |           |
| 1956/57 | Landsdelsserien Østland/Søndre     | 2     |           |
| 1957/58 | Landsdelsserien Østland/Søndre     | 3     |           |
| 1958/59 | Landsdelsserien Østland/Søndre     | 3     |           |
| 1959/60 | Landsdelsserien Østland/Søndre     | 4     |           |
| 1960/61 | Landsdelsserien Østland/Søndre     | 4     |           |
| 1961/62 | Landsdelsserien Østland/Søndre     | 7     |           |
| 1963    | 3. Division Østland/Søndre         | 1     |           |
| 1964    | 2. Division A                      | 7     |           |
| 1965    | 3. Division Østland/Søndre         | 8     |           |
| 1966    | 4. Division                        | 1     |           |
| 1967    | 3. Division Østland/Søndre         | 2     |           |
| 1968    | 3. Division Østland/Søndre         | 5     |           |
| 1969    | 3. Division Østland/Søndre         | 3     |           |
| 1970    | 3. Division Østland/Søndre         | 3     |           |
| 1971    | 3. Division Østland/Søndre         | 3     |           |
| 1972    | 3. Division Østland/Søndre         | 3     |           |
| 1973    | 3. Division Østland/Søndre         | 1     |           |
| 1974    | 2. Division A                      | 10    |           |
| 1975    | 3. Division Østland/Søndre         | 1     |           |
| 1976    | 2. Division A                      | 5     |           |
| 1977    | 2. Division A                      | 8     |           |
| 1978    | 2. Division A                      | 8     |           |
| 1979    | 2. Division A                      | 12    |           |
| 1980    | 3. Division B                      | 2     |           |
| 1981    | 3. Division B                      | 11    |           |
| 1982    | 4. Division                        | 2     |           |
| 1983    | 4. Division                        | 1     |           |
| 1984    | 3. Division C                      | 7     |           |
| 1985    | 3. Division B                      | 4     |           |
| 1986    | 3. Division A                      | 5     |           |
| 1987    | 3. Division A                      | 3     |           |
| 1988    | 3. Division A                      | 8     |           |

| Saison | Liga                 | Platz | sonstiges           |
| ------ | -------------------- | ----- | ------------------- |
| 1989   | 3. Division B        | 2     |                     |
| 1990   | 3. Division A        | 2     |                     |
| 1991   | 2. Division A        | 2     |                     |
| 1992   | 2. Division C        | 4     |                     |
| 1993   | 2. Division C        | 4     |                     |
| 1994   | 2. Division 3        | 3     |                     |
| 1995   | 2. Division 3        | 12    |                     |
| 1996   | 3. Division 5        | 10    |                     |
| 1997   | 4. Division          | 1     |                     |
| 1998   | 3. Division 6        | 2     |                     |
| 1999   | 3. Division 5        | 10    |                     |
| 2000   | 4. Division          | 1     | als Larvik Fotball  |
| 2001   | 3. Division 9        | 1     | als Larvik Fotball  |
| 2002   | 2. Division 2        | 8     | als Larvik Fotball  |
| 2003   | 2. Division 1        | 5     | als Larvik Fotball  |
| 2004   | 2. Division 1        | 8     | als Larvik Fotball  |
| 2005   | 2. Division 3        | 14    |                     |
| 2006   | 3. Division 9        | 8     |                     |
| 2007   | 3. Division 9        | 1     | Relegation verloren |
| 2008   | Konica-Minolta-Liga  | 1     |                     |
| 2009   | 2. Division 1        | 8     |                     |
| 2010   | Fair-Play-Liga 3     | 11    |                     |
| 2011   | Fair-Play-Liga 4     | 11    |                     |
| 2012   | Oddsenliga 1         | 6     |                     |
| 2013   | Oddsenliga 2         | 3     |                     |
| 2014   | Oddsenliga 1         | 3     |                     |
| 2015   | Oddsenliga 2         | 4     |                     |
| 2016   | PostNord-Liga 4      | 6     |                     |
| 2017   | PostNord-Liga 2      | 5     |                     |
| 2018   | PostNord-Liga 1      | 10    |                     |
| 2019   | PostNord-Liga 2      | 5     |                     |
| 2020   | PostNord-Liga 2      | 14    |                     |
| 2021   | PostNord-Liga 2      | 12    | Abstieg             |
| 2022   | Norsk Tipping-Liga 4 | 1     | Aufstieg            |
| 2023   | PostNord-Liga 1      | 13    | Abstieg             |
| 2024   | Norsk Tipping-Liga 2 | 4     |                     |

| Spielklasse |
| ----------- |
| 1.          |
| 2.          |
| 3.          |
| 4.          |
| 5.          |
| 6.          |